# Фронтињано (Бреша)
Фронтињано је насеље у Италији у округу Бреша, региону Ломбардија.
Према процени из 2011. у насељу је живело 477 становника. Насеље се налази на надморској висини од 88 м.